# اتاق (فیلم ۲۰۰۵)
اتاق (انگلیسی: Room) یک فیلم است که در سال ۲۰۰۵ منتشر شد.